# Anaksandridas II
Anaksandridas II – król Sparty panujący w latach 555-520 p.n.e.
Zmuszany przez gerontów do poślubienia drugiej żony (pierwsza według nich nie była płodna), po długich wahaniach ugiął się przed nimi, poślubił ją, a ta zaraz po tym wydała na świat następcę tronu - Kleomenesa I, później zaś ku zdziwieniu spartańskiej geruzji, pierwsza żona urodziła trzech synów - Dorieusa, Leonidasa i najmłodszego Kleombrotosa. Za jego panowania powstała Symmachia Spartańska - związek polis lacedemońskich, później również peloponeskich. Znany również z uwolnienia od tyranów Fliuntu i Megary.